# 11 Bytomski Pułk Piechoty im. Stanisława Żółkiewskiego
11 (5) Bytomski Pułk Piechoty im. Stanisława Żółkiewskiego – pułk piechoty polskiej okresu III powstania śląskiego.

## Historia
Sformowany na terenie powiatu bytomskiego, początkowo jako grupa taktyczna, od 10 maja nosił nr 5 a później 11 pułk w Grupie „Wschód”. 
W nocy z 2/3 maja siły pułku opanowały Bytom i ważniejsze punkty oporu na terenie powiatu bytomskiego. Na żądanie władz międzysojuszniczych powstańcy zostali zmuszeni do opuszczenia miasta, przystąpili do tzw. cernowania miasta wykonując to zadanie do końca powstania.
Pod koniec maja wydzielono z pułku pododdział w sile 2 batalionów, który został skierowany na linię frontu, gdzie zluzował oddziały 1 i 8 Pułku. Na tych pozycjach pozostawał on do czasu zakończenia powstania.

## Obsada pułku
- Dowódca – Czesław Paul